# Тилявка
Ти́лявка — село в Україні, у Шумській міській громаді Кременецького району Тернопільської області.
Населення — 532 осіб (2016).

## Історія
Поблизу села виявлено археологічні пам'ятки пізнього палеоліту і підкарпатської культури шнурової кераміки.
Перша писемна згадка — 21 липня 1545 року як Тенівка.
Тилявка належала до Крем'янецького повіту Білокриницької волості. За текстом ревізії Крем‘янецького замку у 1545 році село належало князю Матвію Четвертинському. В XVII ст. Тилявка належала до князів Вишневецьких, а пізніше до Ходкевичів, а на початку ХІХ ст. належало до францисканського римо-католицького монастиря в Крем'янці. У 1860 році побував в Тилявці й описав її околиці дослідник Азії M.M. Пржевальский. Пізніше на північній окраїні села з'явилася хата-читальня, церковно-приходська школа, шинок і магазин. Таким чином була започаткована нинішня центральна вулиця села.
У 1793 році збудована дерев'яна  церква Воздвиження Чесного Хреста, а 1938 році на місці дерев'яної збудували муровану церкву. 
З 1802 року Гуго Коллонтай проживав на Волині, зокрема мешкав у місті Кременець, селах Стовпець, Тилявка, Тетильківці. Разом із Тадеушем Чацьким працював над реформуванням системи освіти, у 1805 р. заснувавши у Кременці Вищу Волинську гімназію (від 1819 р. – ліцей). Коллонтай розробив статут і навчальні плани гімназії, забезпечив майбутню гімназію першокласним навчальним обладнанням. 
У 1890 році у Тилявці відкрили церковно-приходську школу. Спочатку вона була розташована у пристосованих приміщеннях, а в 1900 році збудовано нову школу, кошти на яку виділила Єпархіальна Училищна Рада. У 1903—1904 навчальному році в школі навчались 36 хлопчиків і 2 дівчинки.
У 1861 році в Тилявці побував мандрівник, географ та дослідник Микола Пржевальський (1839—1888) й описав це у «Спогадах мисливця» і в «Автобіографічному оповіданні».
Тилявка розбудовувалась і зростала територіально на початку ХХ ст. За переписом 1911 р. 330 десятин належало до великої земельної власності. 1913 р. у селі виник куток Дерманка, де поселилися десять сімей вихідців з Дермані на Рівненщині, які купили землю у поміщика Феофіла Петрова, котрий виїжджав на постійне проживання за кордон. До Тилявки тоді переселилася сім'я письменника Самчука Уласа, якому тоді виповнилося 8 років. Під час другої хвилі переселення у 1926 році до Тилявки прибули ще чотири сім'ї.
За Ризьким мирним договором 1921 року, Західно-українські землі увійшли до складу Польської держави. Колонізаторська політика поляків пагубно відбилась на національно-культурному розвитку селян, зокрема нової генерації. У цей період у Тилявці з'являються «Просвіта», «Кооперативи», де гуртувалася сільська молодь. Про це докладно описує Улас Самчук у своїй трилогії «Волинь» та у романі «Юність Василя Шеремети».
1 жовтня 1933 року утворено ґміну Угорськ Кременецького повіту і село включено до неї.
Влітку 1943 року, здійснюючи Карпатський рейд, через Тилявку проходили загони партизанського з'єднання С. А. Ковпака. У Другій Світовій війні брали участь 157 жителів села, 62 з них загинуло, 67 нагороджено орденами й медалями СРСР.
Після завершення війни у 1948 році в Тилявці створюються колгосп імені Фрунзе. Тотальне кооперування призвело до різного падіння життєвого рівня селян, яке змушене мігрувати у південні області України на заробітки.
У 1951 році в Тилявці функціонувала спочатку семирічна, а потім восьмирічна школа, яка в 1973 році була  реорганізована у середню загальноосвітню школу. З 1963 року директором школи призначено Бойчука М.З, який домігся реорганізувати її у десятирічку.  Після чергової освітньої реформи 1967 року школі було встановлено статус «Середня загальноосвітня школа продовженого дня», сформовано сім груп продовженого дня. При школі працював гуртожиток для учнів із віддалених сіл: Башківці, Угорськ, Стіжок, Жолобки, проживало близько 50 учнів, які забезпечувалися безкоштовним харчуванням.
У жовтні 1994 році із Торонто долітературно-меморіального музею ім. Уласа Самчука завітала доктор геронтологічних наук Євгенія Пастернак — куратор музею-архіву Уласа Самчука у Торонто у супроводі Київських літературознавців, зокрема, віце-прем'єр міністра, академіка Миколи Жулинського. Через два місяці до Тилявки були доставлені із Канадського музею-архіву меморіальні речі митця та його власна книгозбірня, що нараховувала майже тисячу книг. Цей безцінний літературно-мистецький скарб був упорядкований Тернопільським художником дизайнером Богданом Бошко. У 2005 році біля школи встановили погруддя Уласа Самчука.
В 1988 році було збудовано і введено в експлуатацію нове трьохповерхове приміщення школи, яке досі функціонує. У 1992 році Тилявську середню школу реорганізовано у загальноосвітню школу І-ІІІ ступенів.
12 червня 2020 року, відповідно до розпорядження Кабінету Міністрів України № 724-р «Про визначення адміністративних центрів та затвердження територій територіальних громад Тернопільської області» село увійшло до складу Шумської міської громади.
19 липня 2020 року, в результаті адміністративно-територіальної реформи та ліквідації Шумського району, село увійшло до складу Кременецького району.

## Релігія

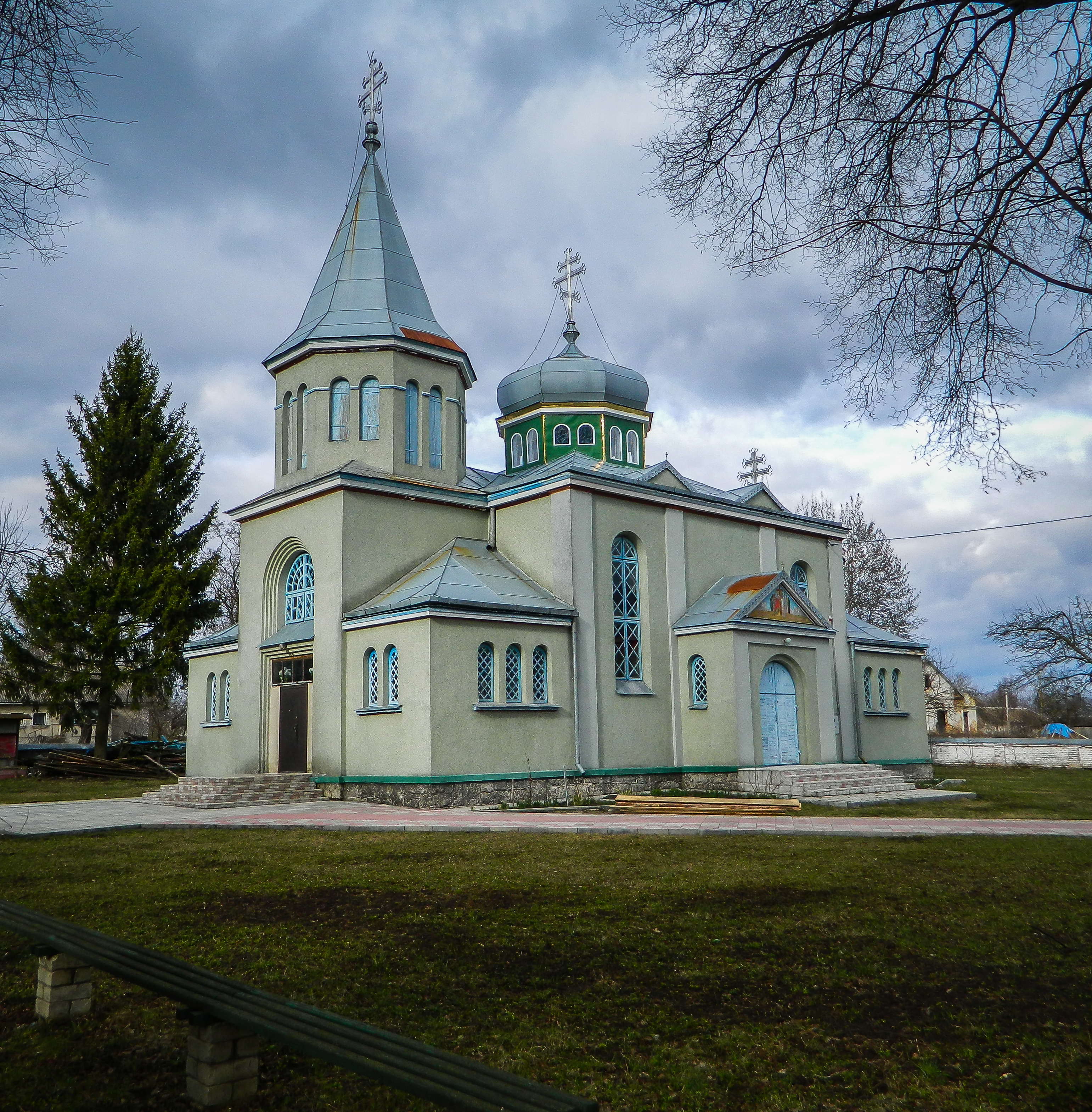
Церква Воздвиження Чесного Хреста

Хресто-Воздвиженська церква (дерев'яна) збудована у 1793 році, а 1938 році на місці дерев'яної збудували муровану церкву. Зберігаються копії метричних книг, починаючи з 1773 року. У Тилявці була церковно-приходська школа, яку відкрили у 1890 році. Спочатку вона була розташована у пристосованих приміщеннях, а в 1900 році збудовано нову школу, кошти на яку виділила Єпархіальна Училищна Рада.

## Пам'ятки

Пам'ятник Уласові Самчуку

Споруджено пам'ятник воїнам-односельцям, полеглим у німецько-радянській війні (1988).
Встановлено пам'ятний хрест на честь Незалежності України (1993), пам'ятні таблиці на будинку, де мешкав Улас Самчук (1992), на приміщенні школи.
У 20 лютого 2005 році біля школи відкрито погруддя У. Самчука.

## Соціальна сфера
Працюють Тилявський НВК, школа, клуб, бібліотека, лікарська амбулаторія, відділення зв'язку, Літературно-меморіальний музей Уласа Самчука (від 1993), торговельний заклад.

## Населення

### Мова
Розподіл населення за рідною мовою за даними перепису 2001 року:
| Мова       | Кількість | Відсоток |
| ---------- | --------- | -------- |
| українська | 654       | 100%     |

## Відомі люди

### Народилися
- Данилевич Віктор Климентійович (1898—1962(1963)) — український археолог, етнограф.

### Проживали і працювали
- видатний український письменник Улас Самчук,
- український поет Григорій Радошівський.
- вчителював український письменник, громадський діяч Лазорко Йосафат Васильович.
- польський письменник полеміст Гуго Коллонтай.

## Світлини

Пам'ятник воїнам-односельцям, полеглим у німецько-радянській війні
Пам'ятник воїнам-односельцям, полеглим у німецько-радянській війні село Тилявка
Пам'ятний хрест на честь Незалежності України
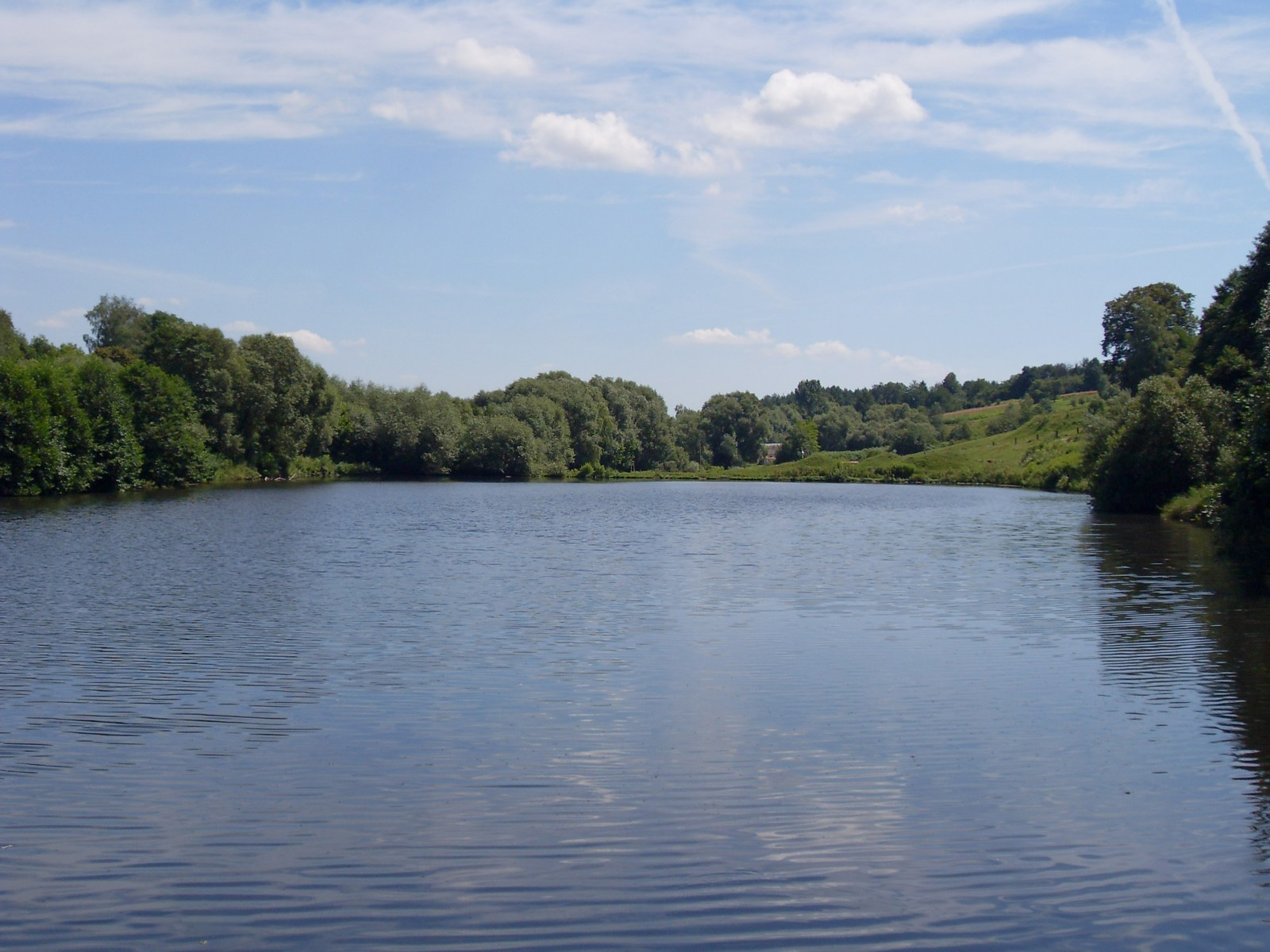
Ставок в селі Тилявка
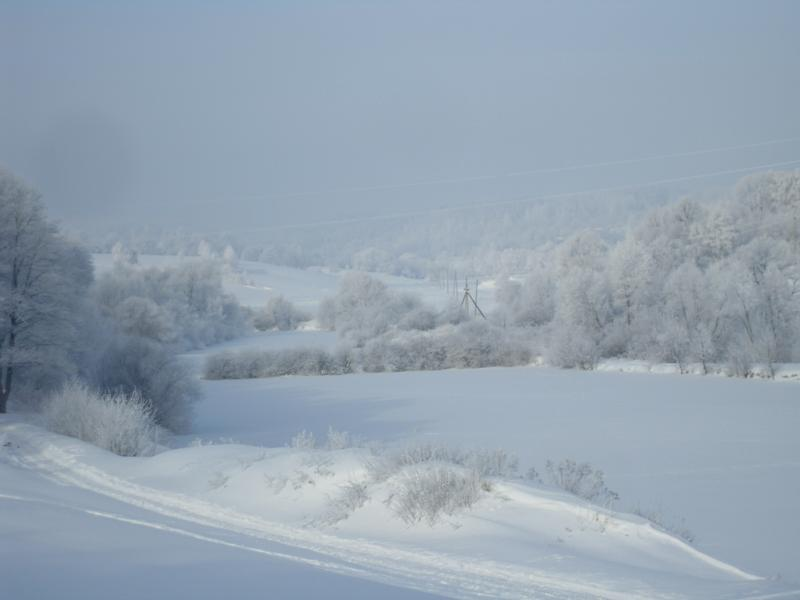
Ставок у селі Тилявка
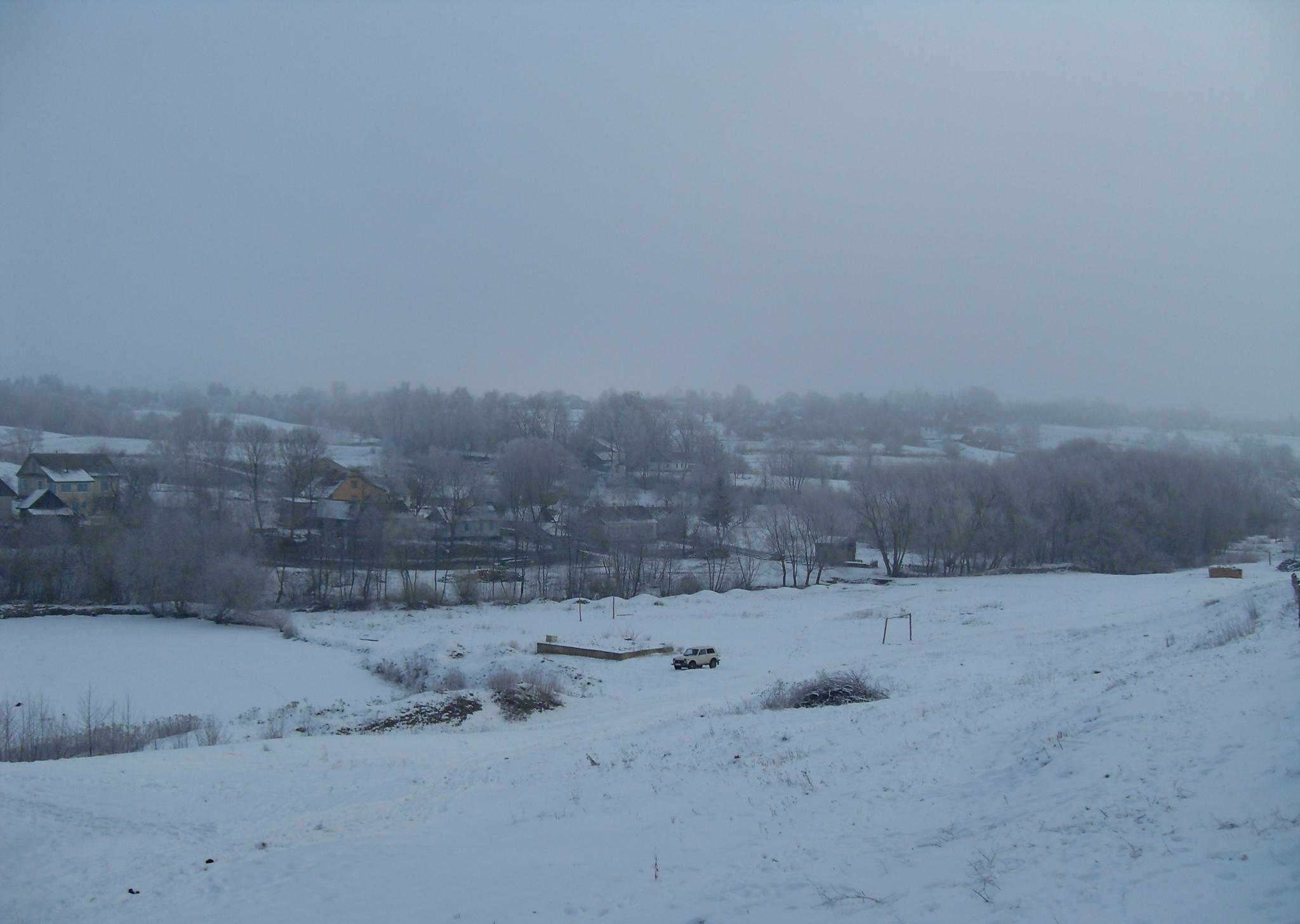
Вид на село Тилявка
Пам'ятник Уласу Самчуку у селі Тилявка біля школи
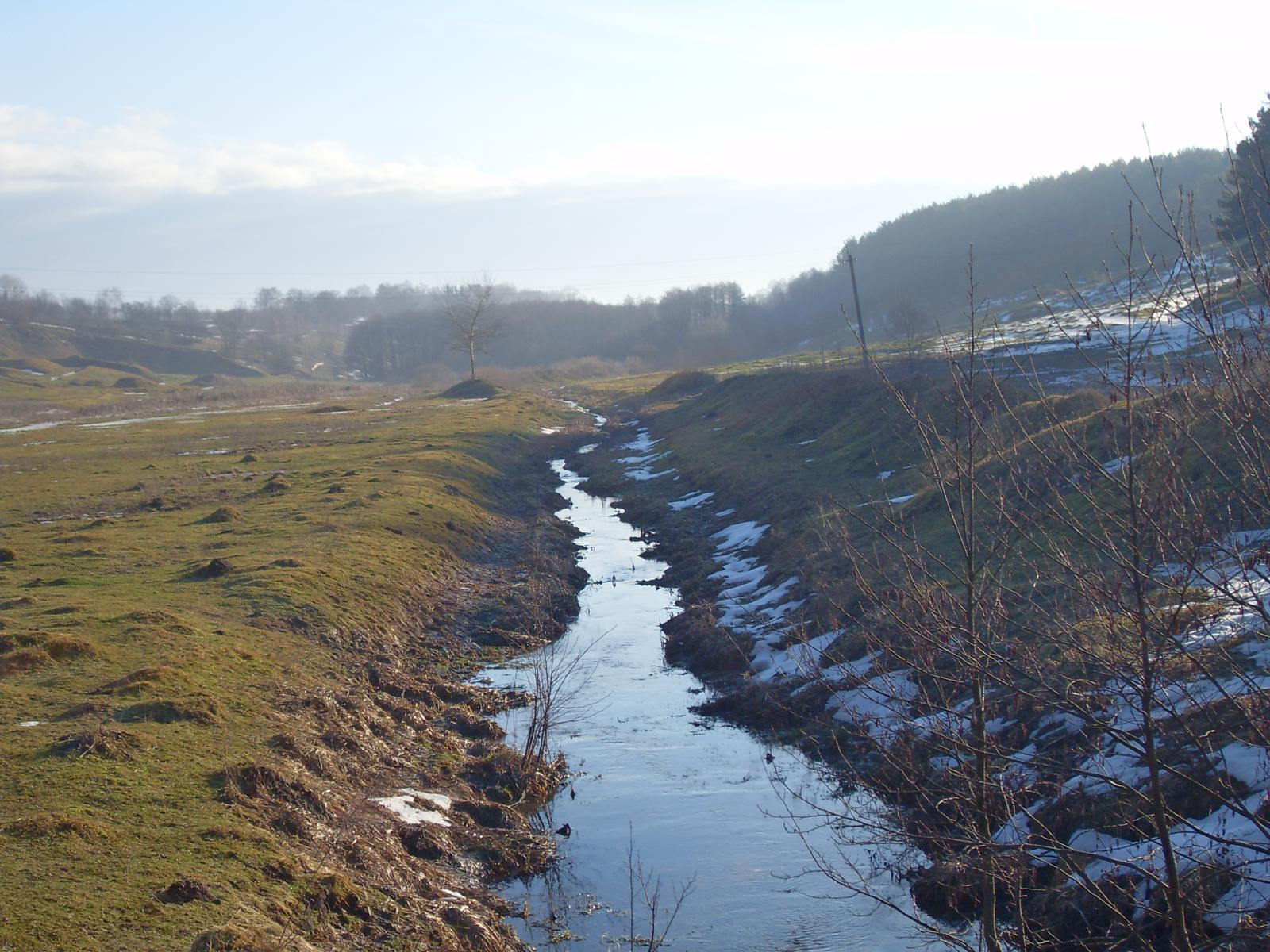
Річка Тилява
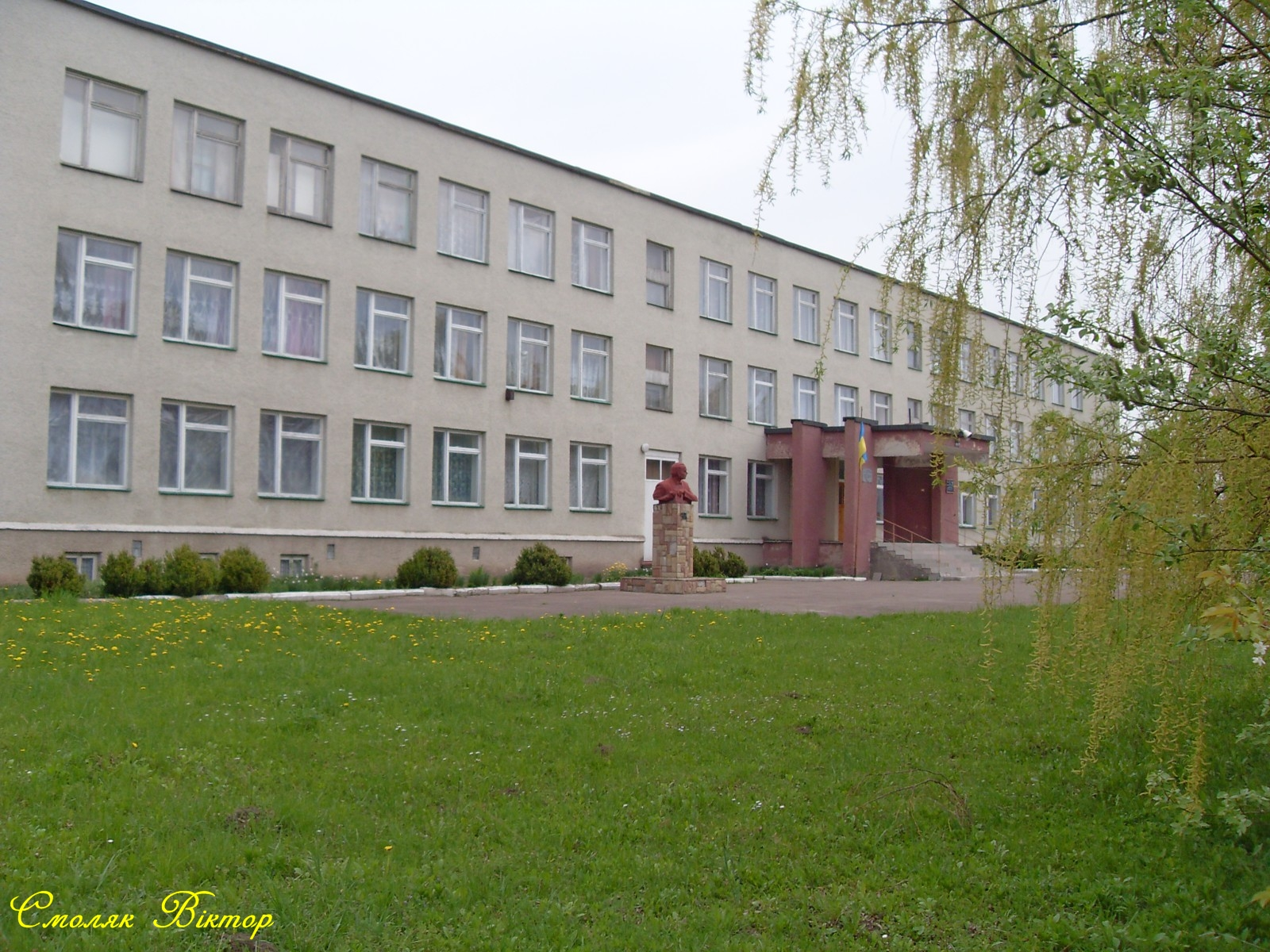
Тилявський НВК
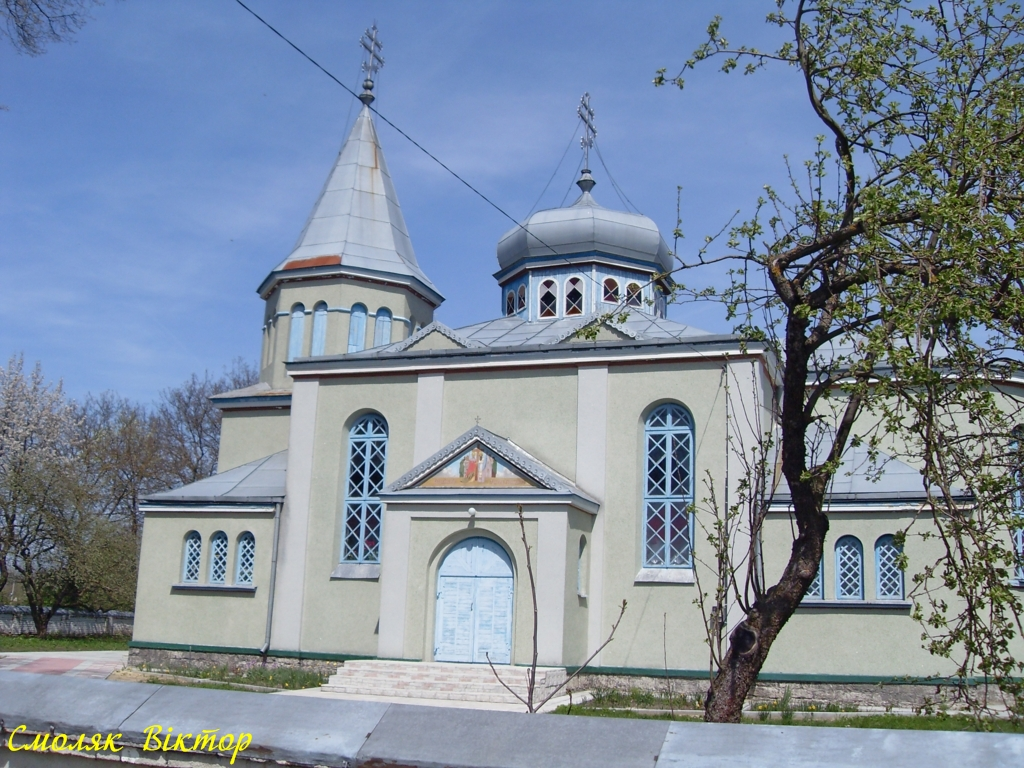
Церква Воздвиження Чесного Хреста
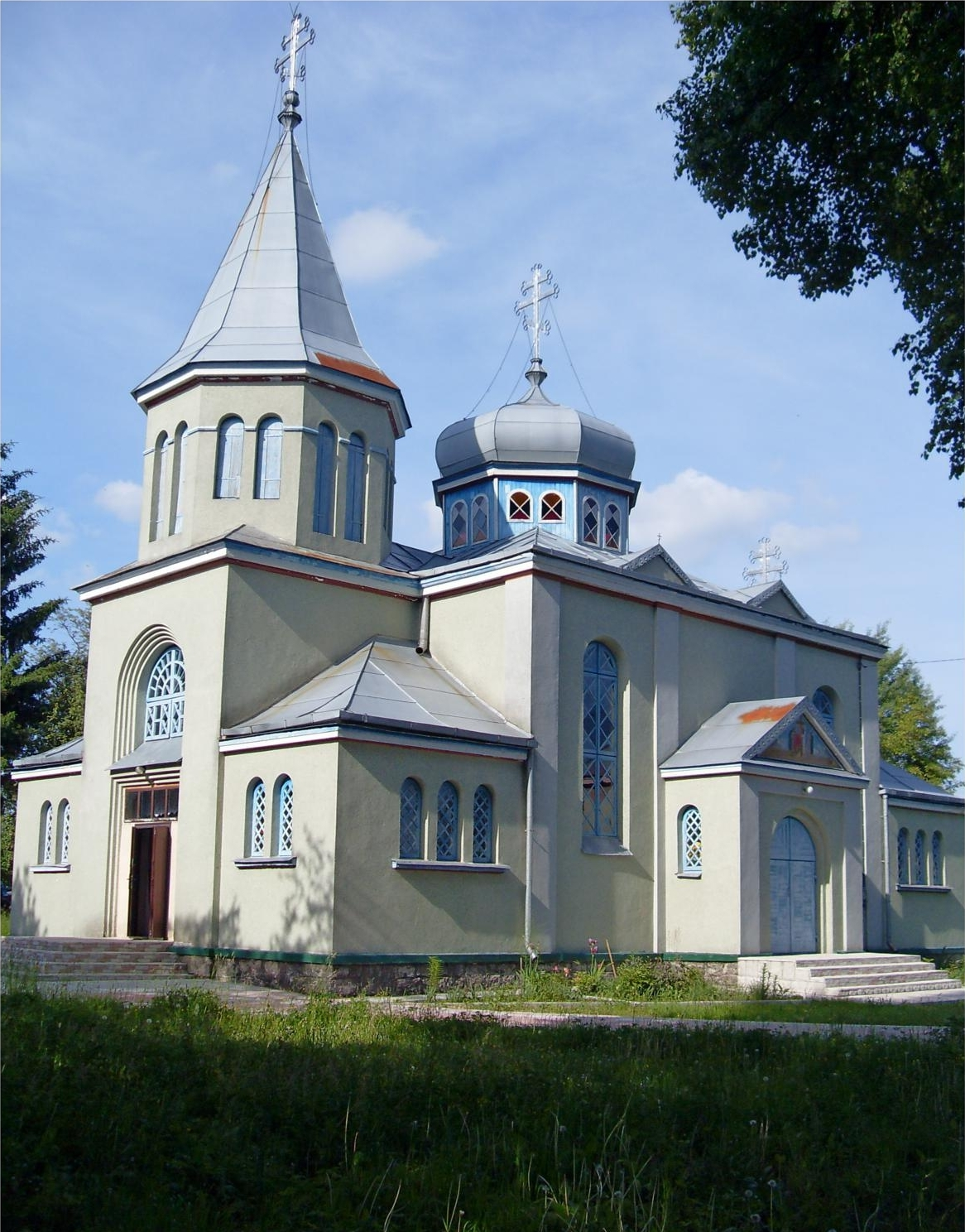
Церква Воздвиження Чесного Хреста
Колаж село Тилявка
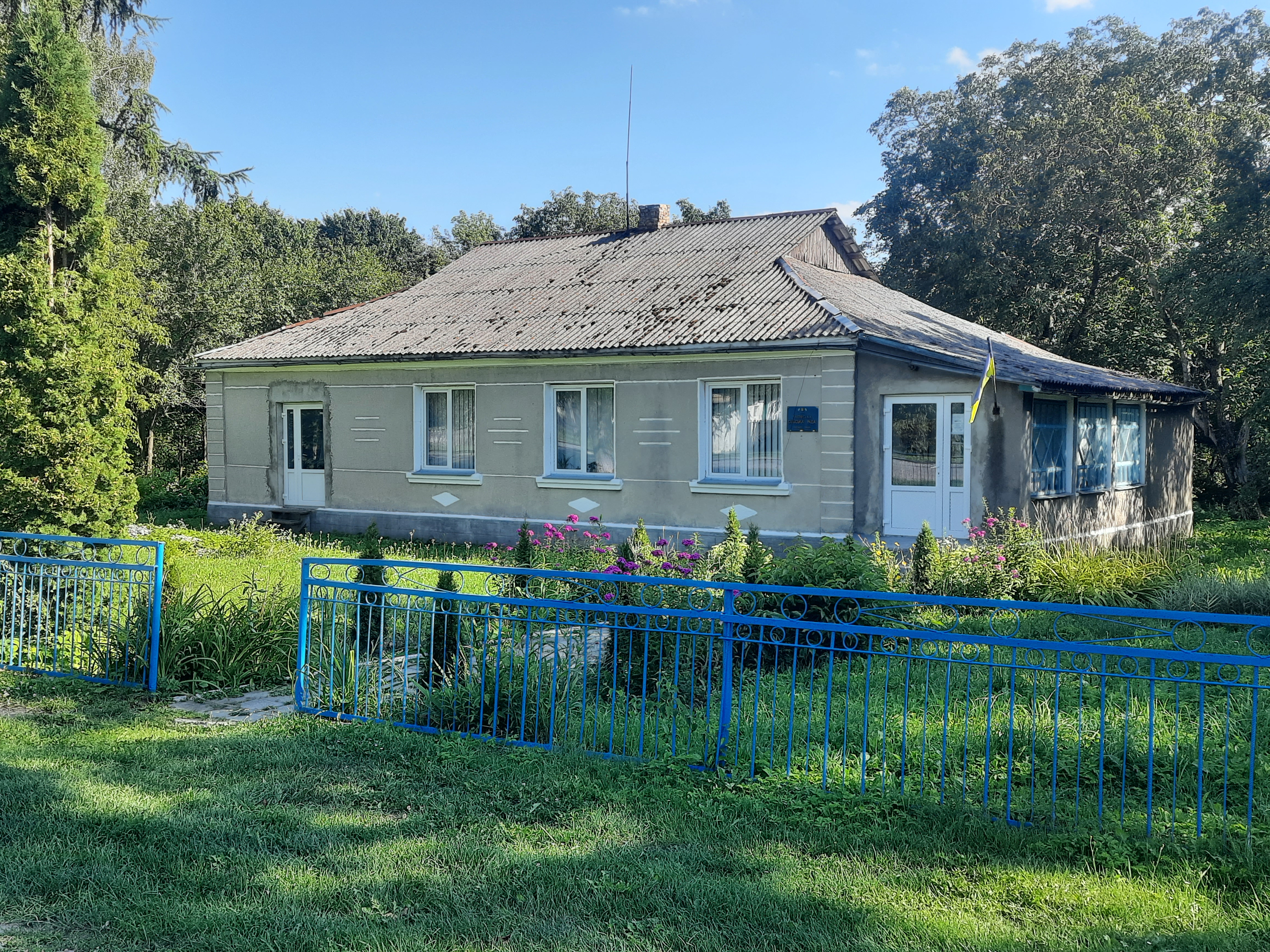
Старостат
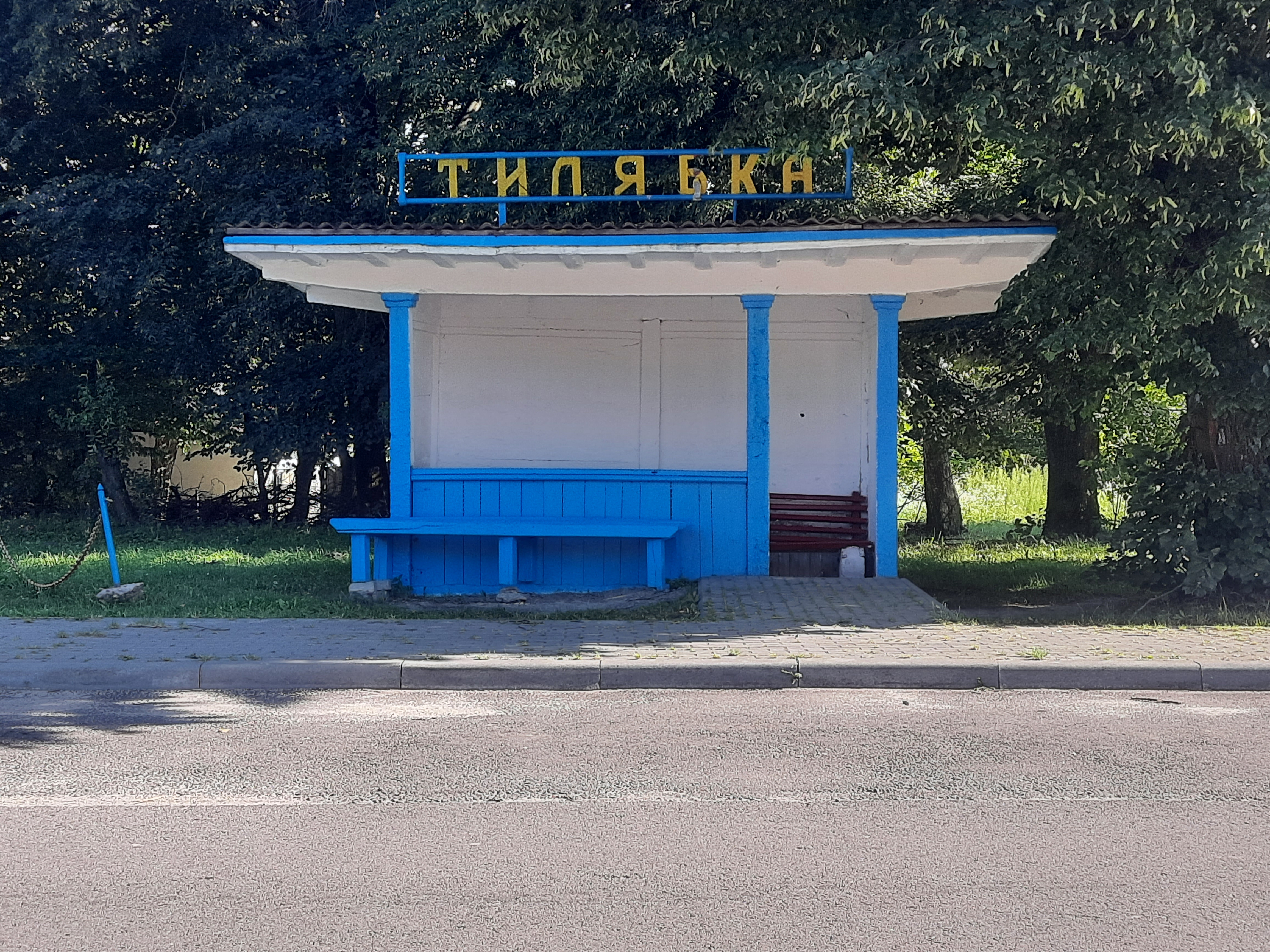
Автобусна зупинка
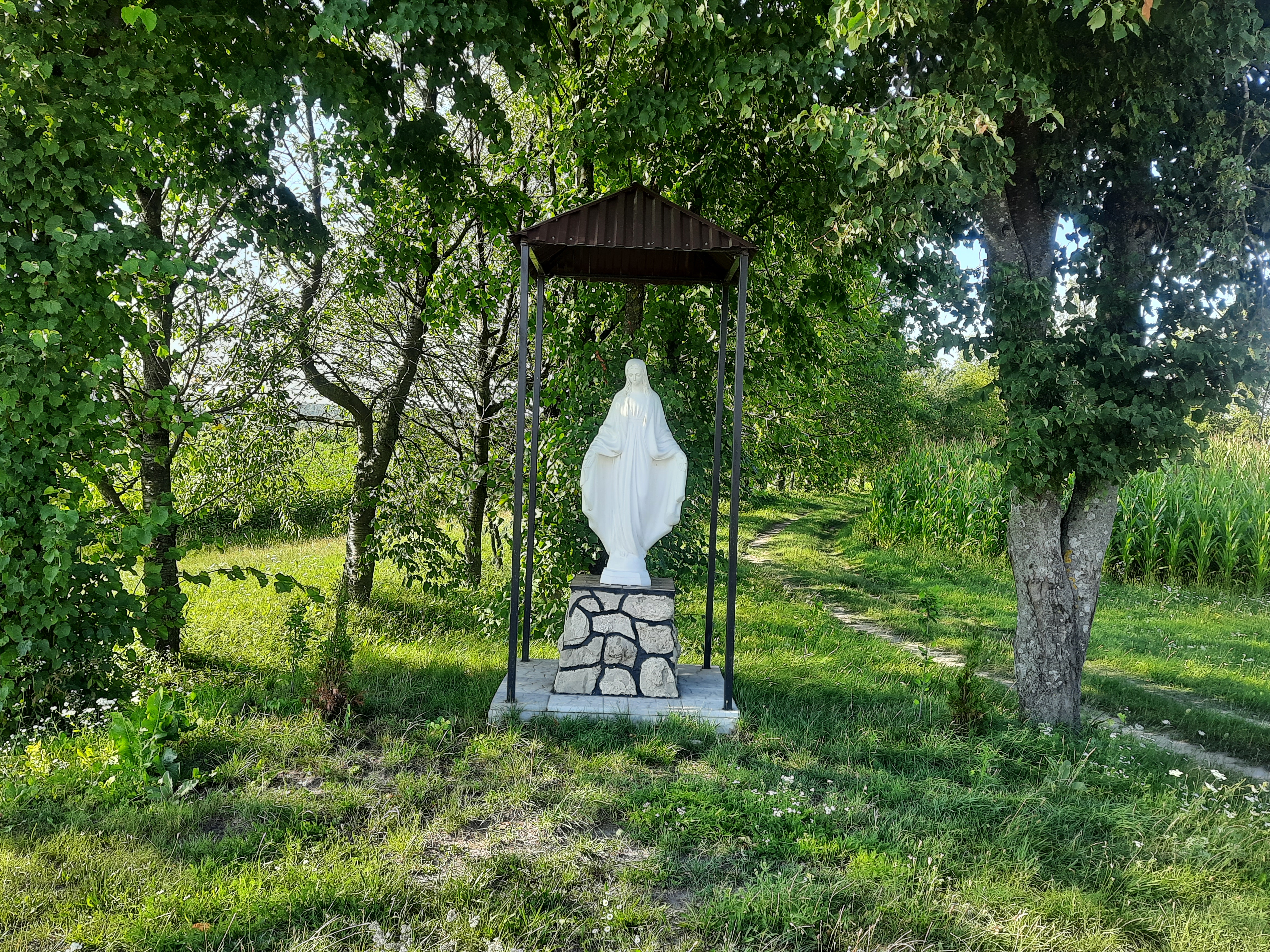
Статуя Божої Матері
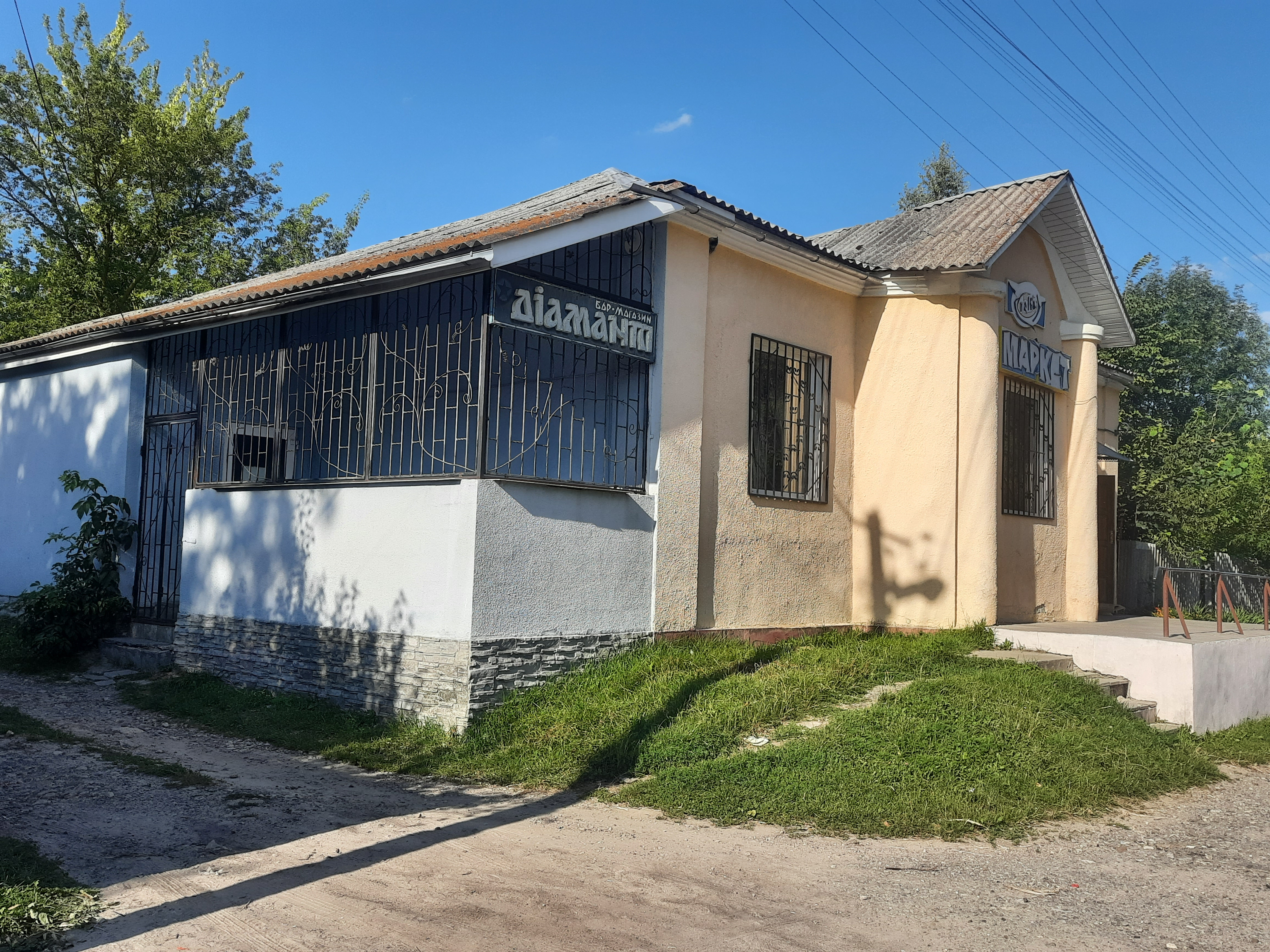
Крамниця